# Vesna Petković

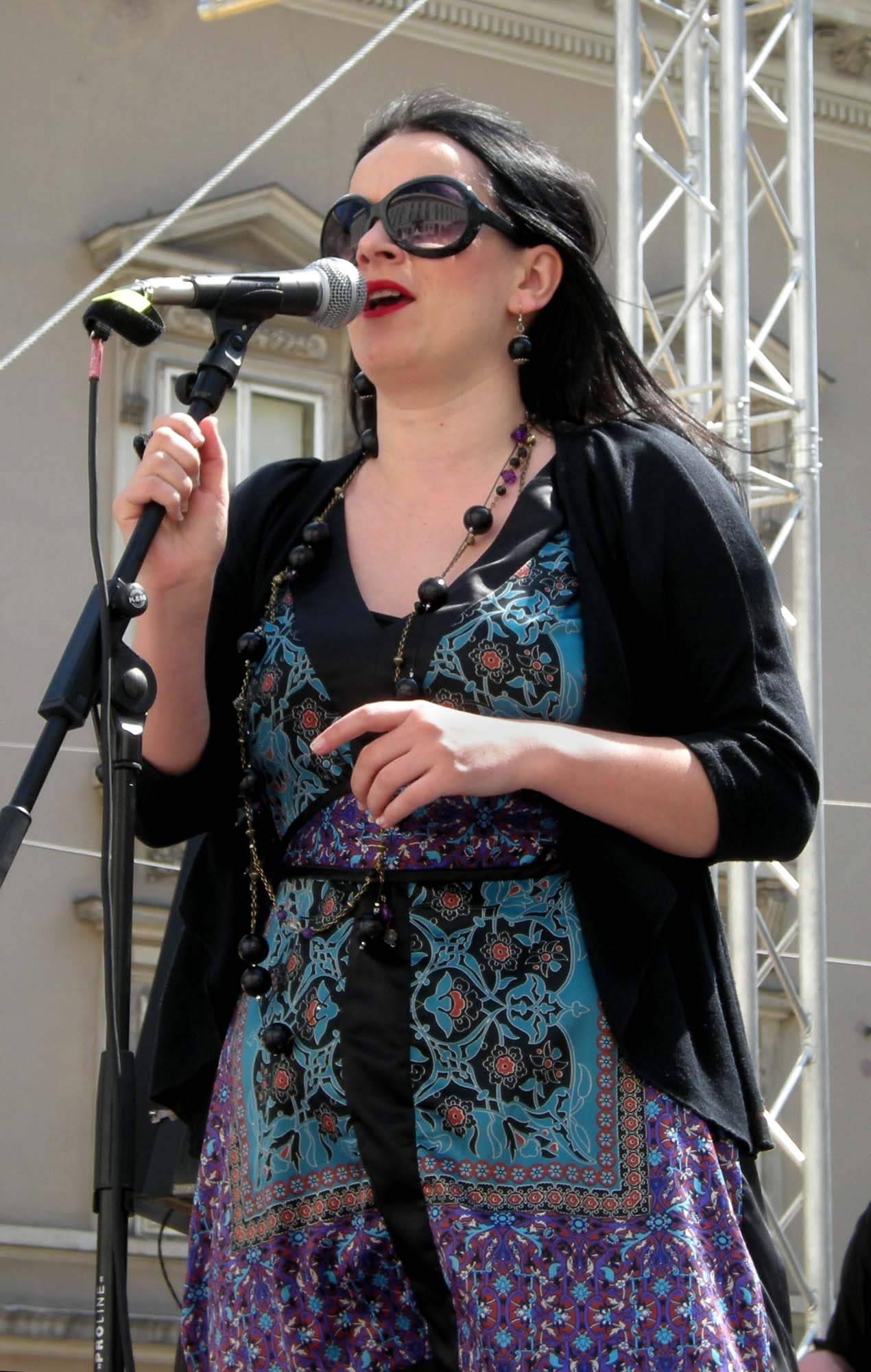
Vesna Petković (2009)

Vesna Petković (serbisch-kyrillisch Весна Петковић; * 23. September 1974 in Niš) ist eine österreichisch-serbische Sängerin, Songwriterin, Arrangeurin, Chorleiterin und Schauspielerin.

## Leben
Nach einer klassischen Musikausbildung in ihrer Heimatstadt und mit einem begonnenen Chordirigier-Studium kam Vesna Petković 1996 nach Graz, studierte Jazzgesang an der Universität für Musik und darstellende Kunst und schloss ihr Studium 2003 mit einem Master ab. In ihren eigenen Kompositionen und Arrangements verbindet Petković traditionelle Balkanmusik mit zeitgenössischem Jazz. Ab 2004 war sie Teil des Sandy Lopicic Orkestar und arbeitete mit Stefan Hantel zusammen. Seit 2009 ist Vesna Petković Dirigentin und Leiterin des multikulturellen Frauenchors Sosamma (Omega). Weiterhin ist sie Gründerin und war zwischen 2013 und 2016 Organisatorin des Musikfestivals Pangea in Graz. Sie hat in mehreren Theaterproduktionen mitgewirkt, u. a. am Schauspielhaus Graz, Ensemble Theater Wien und Next Liberty. Seit 2013 ist unterrichtet sie als Dozentin an der Universität der Künste Belgrad Jazzgesang, wo sie derzeit als Professorin tätig ist.

## Auszeichnungen
- 2022: Frauenpreis der Stadt Graz[6]

## Diskografie (Auswahl)

### Alben
- 2004: Balkea (mit Sandy Lopicic Orkestar)
- 2007: A New One
- 2018: 3 Secrets
- 2021: PURE (A Tribute to David Bowie)

### Singles
- 2006: Ciganka Medley (mit Stefan Hantel & Bucovina Club Orkestar)
- 2007: Donna Diaspora (mit Stefan Hantel & Bucovina Club Orkestar)
- 2009: Da Zna Zora (mit Sandy Lopicic Orkestar)